# رفوف نباتات

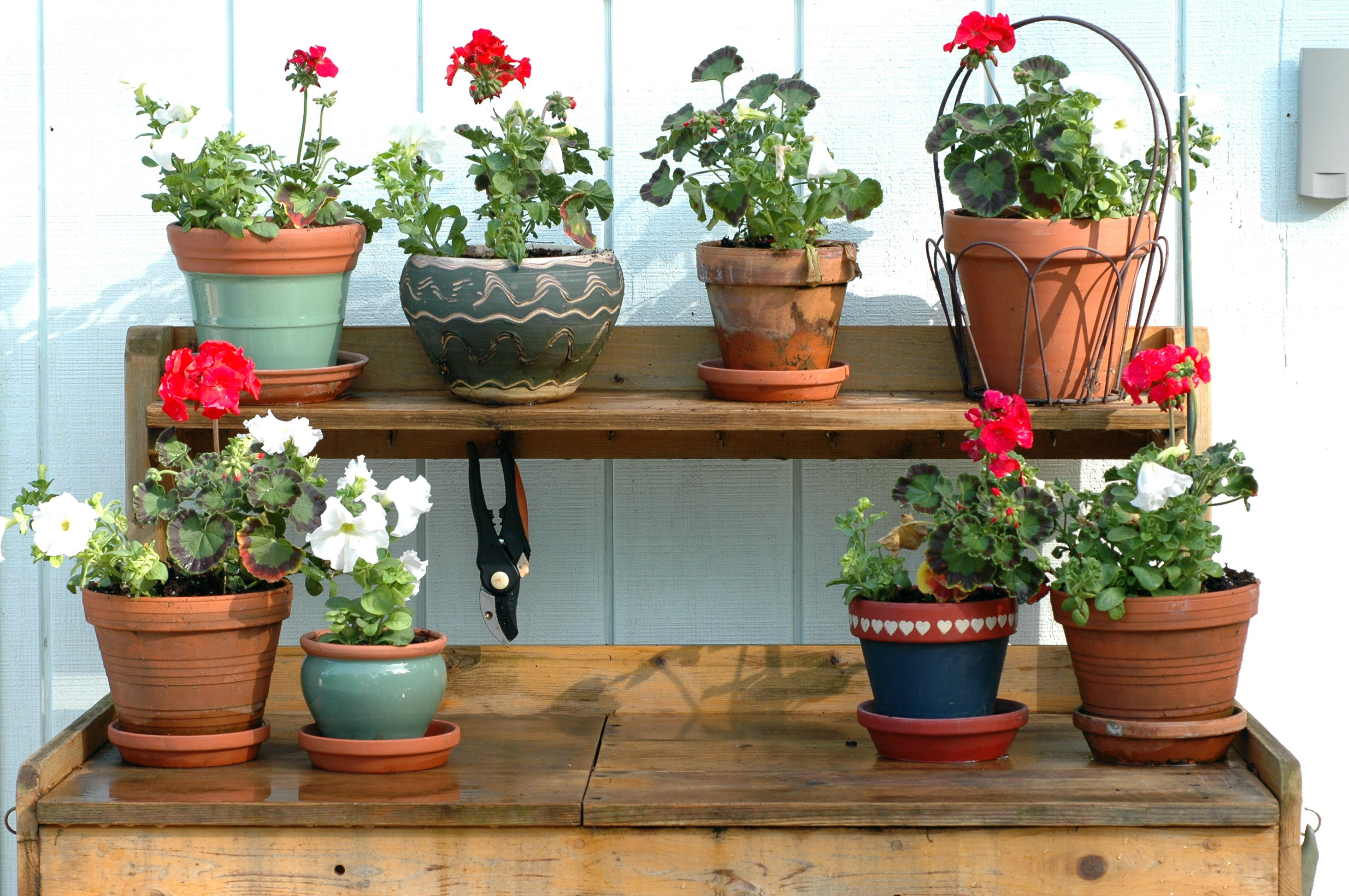

رفوف النباتات (بالإنجليزية: Potting bench)‏ هي رفوف تستخدم في المنازل كنوع من الديكور، ويوضع عليها نباتات الزينة. وبما أن هذا النوع من الأثاث غالباً ما يتعرض للتربة والماء وأشعة الشمس، فإنه يجب أن يكون مصنوعاً من مواد مقاومة للطقس، ويعد خشب الأرز هو خيار شائع بين الرفوف لاستخدامه في صناعة رفوف النباتات، يوجد أنواع أخرى من الرفوف المصنوعة اللدائن وتعد أرخص من غيرها.